# Беспартийная система
Беспарти́йная систе́ма — тип политической системы, при которой не существует официально зарегистрированных политических партий либо их деятельность запрещена законодательно.

## Особенности
Главным отличием беспартийной системы от однопартийной является то, что в случае с последней правящая элита позиционирует себя именно как партия, членство в которой дает привилегии, недоступные для нечленов. Зачастую однопартийный режим обязывает всех госслужащих принадлежать к правящей партии, а также призывает граждан соглашаться с ее политикой, попутно объявляя все прочие партии вне закона. В свою очередь члены беспартийного правительства могут представлять различные политические движения. Некоторые коммунистические режимы, такие как в КНР или на Кубе, являются однопартийными, хотя члены парламентов этих стран не избираются в качестве кандидатов от правящей компартии.
Прямую демократию можно считать беспартийной, поскольку она подразумевает, что граждане сами принимают законы, а не выбирают для этого представителей. Однако прямая демократия может быть партийной, в случае если отдельным фракциям предоставляются права или прерогативы, которых нет у нечленов.

### Избирательная система
На беспартийных выборах каждый кандидат имеет право ту или иную должность на основании своих личных заслуг, а не как члена политической партии. Политическая принадлежность кандидата (если таковая имеется) не указывается в бюллетене напротив его имени. Также беспартийные режимы могут проводить непрямые выборы.
Как правило беспартийные выборы проводятся в муниципальных образованиях и округах, а также широко распространены на выборах судей. При выборе кандидатов на таких выборах могут возникать различные коллизии: в одних случаях заранее известно, поддержкой какой партии пользуется тот или иной кандидат, в других напротив — партии почти полностью исключены из избирательного процесса, а избиратели голосуют не принимая во внимание партийные партийную принадлежность кандидата.

### Законодательные органы
Обычно в беспартийных законодательных органах не существует формальных партийных объединений, даже в тех случаях, когда есть группы по конкретным вопросам. Такие группы являются временными и изменчивыми, поскольку законодатели, не согласные друг с другом по одним вопросам, всегда могут договориться со своими оппонентами по другим. Решения о начале расследований против отдельных должностных лиц, как правило, принимаются исходя из существующих доказательств, а не партийной принадлежности политика. Председателей комитетов и других руководитей парламента избирают по опыту или старшинству, в отличие от партийной системы, где зачастую их назначают только лишь исходя из лояльности правящей партии.

## Исторические примеры
Исторический пример подобной системы — администрация Джорджа Вашингтона и самые первые созывы конгресса США.
В Королевстве Непал до 1990 года все партии были запрещены королевским указом в условиях «беспартийной панчаятской демократии», однако фактически продолжали деятельность и даже относительно открыто проводили свои собрания.
- — Великая Социалистическая Народная Ливийская Арабская Джамахирия
- Бутан — до 2008 года
- Конфедеративные Штаты Америки
- Непал — до 1990 года
- Правительство Польши в изгнании
- Республика Техас
- США — до 1789

## Современные примеры
В настоящее время беспартийные системы встречаются довольно редко. Как правило это немногие их сохранившихся традиционных режимов и некоторые военные диктатуры, налагающие официальный запрет на деятельность политических партий. Так, в 20 странах легальные политические партии отсутствуют. Это преимущественно феодально-монархические и авторитарные государства (такие как Саудовская Аравия, Бруней, Катар, Оман и др.). В ряде мусульманских ограниченных монархий (Кувейт и др.) все партии запрещены в целях сохранения единства местной религиозной общины.
В современном мире беспартийная демократия встречается в ряде карликовых государств Австралии и Океании — зачастую заменой партиям там служит этническая или клановая принадлежность кандидатов.

### Государства
- Бахрейн
- Бруней
- Ватикан
- Катар
- Кувейт
- ОАЭ
- Оман
- Палау
- Саудовская Аравия
- Тувалу
- Федеративные Штаты Микронезии
- Науру

### Зависимые территории
- Австралия
  -  Остров Рождества
  -  Кокосовые острова
  -  Остров Норфолк
- Великобритания
  -  Фолклендские острова
  -  Гернси
  -  Острова Питкэрн
  -  Острова Святой Елены, Вознесения и Тристан-да-Кунья
- Канада
  -  Северо-Западные территории
  -  Нунавут
- Новая Зеландия
  -  Ниуэ
  -  Токелау